# 迈凯伦650S
迈凯伦650S是由英国跑车制造商迈凯伦汽车设计生产的一款超级跑车，基于迈凯伦MP4-12C的平台打造而成，其中有25%的零部件是为650S特别研制。该车定於MP4-12C小改款,於2014年日内瓦车展正式发布。
650S沿用了MP4-12C的碳纤维底盘和3.8升V8双涡轮增压引擎，不过马力提升到了478千瓦，峰值扭矩为680牛·米，匹配7速双离合变速箱。
650S的最高时速可达每小时333公里，仅需3.0秒就能将650S从静止加速到100km/h，加速到200km/h仅需8.4秒。

### 650S Spider (2014–2016)

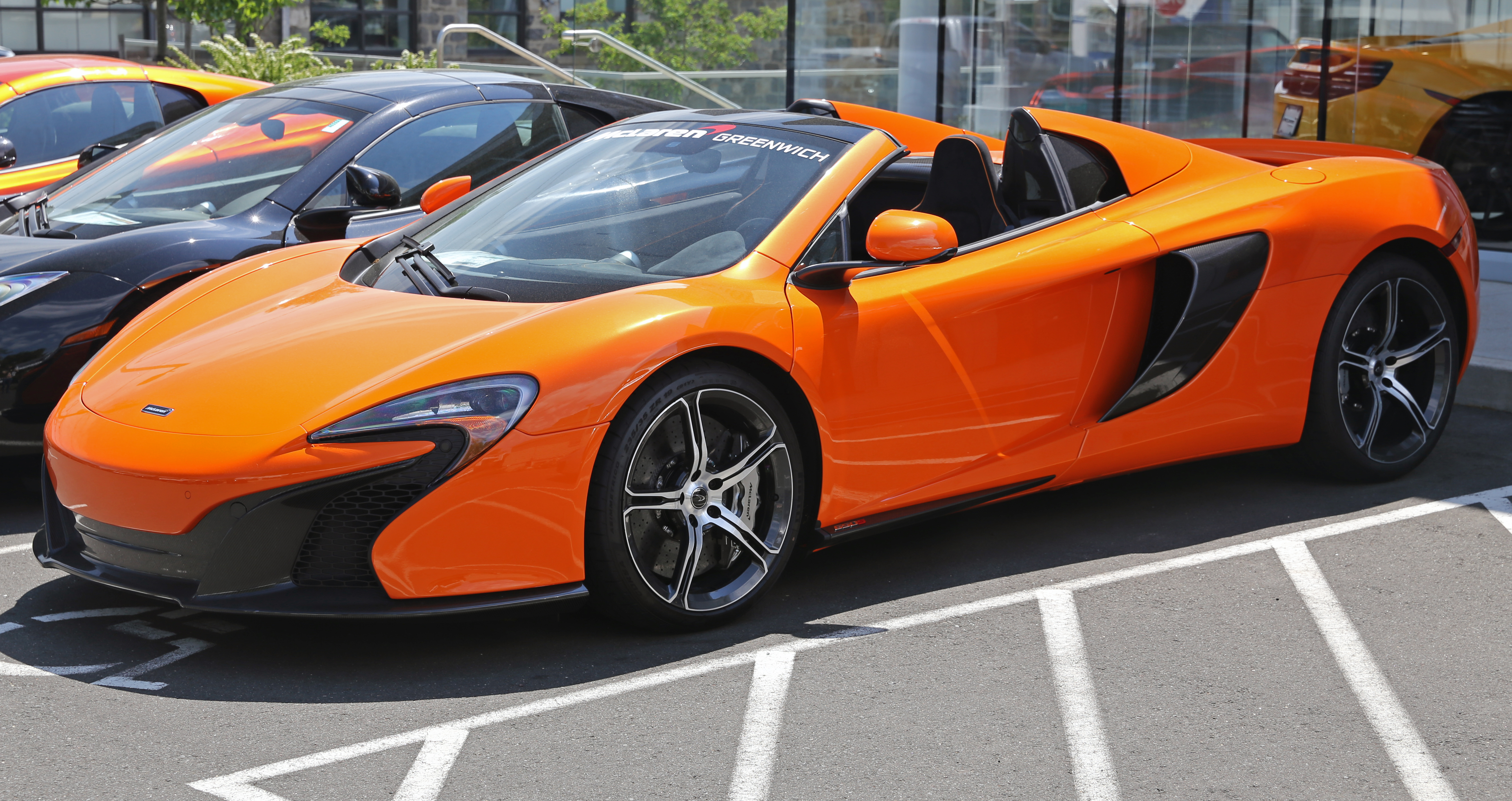
麥拉倫650S Spider

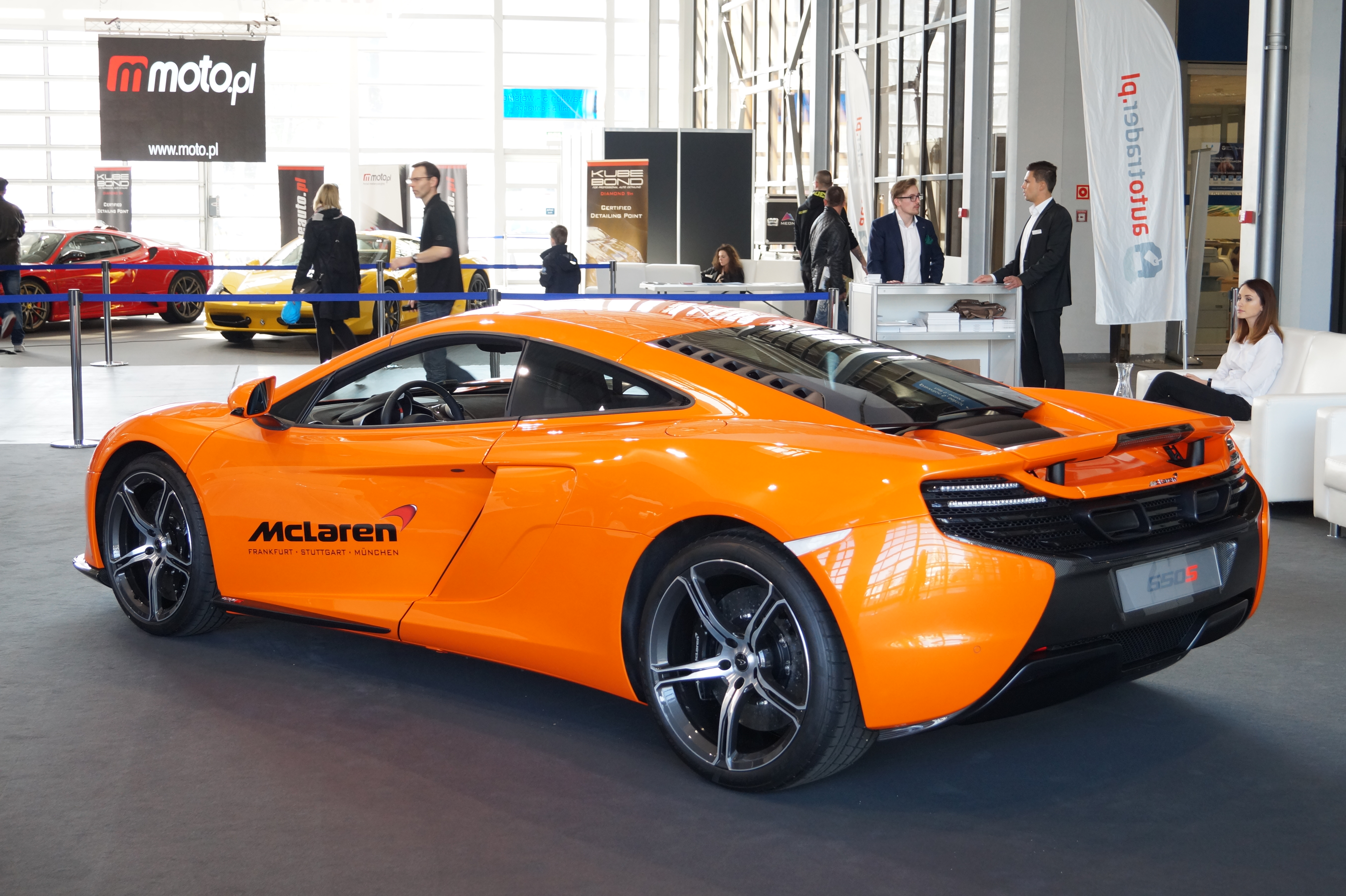
麥拉倫650S車尾

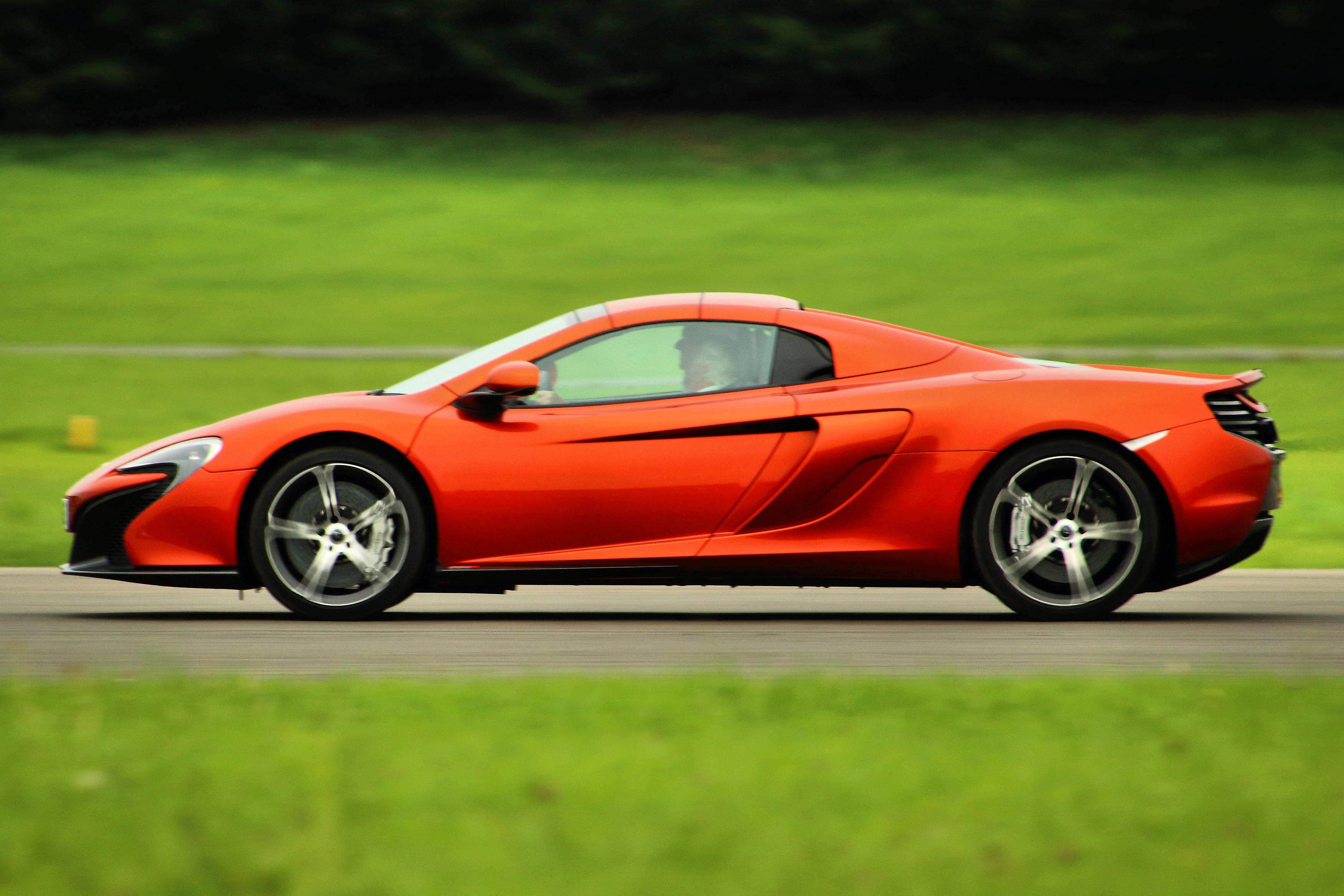
麥拉倫650S Spider (頂篷閉合)

### 650S Le Mans (2015–2016)

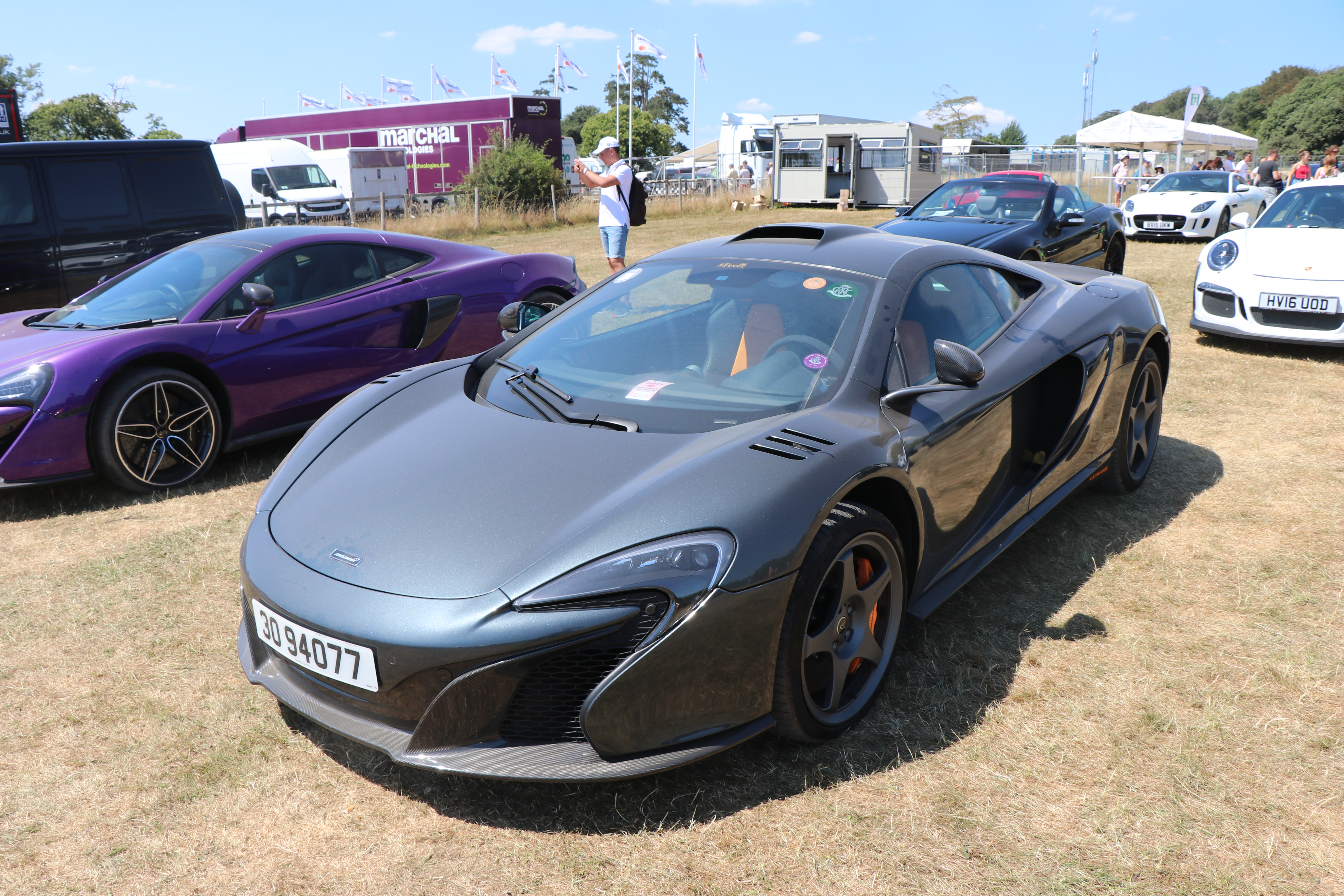
麥拉倫650S Le Mans

### 650S Can-Am (2015–2016)

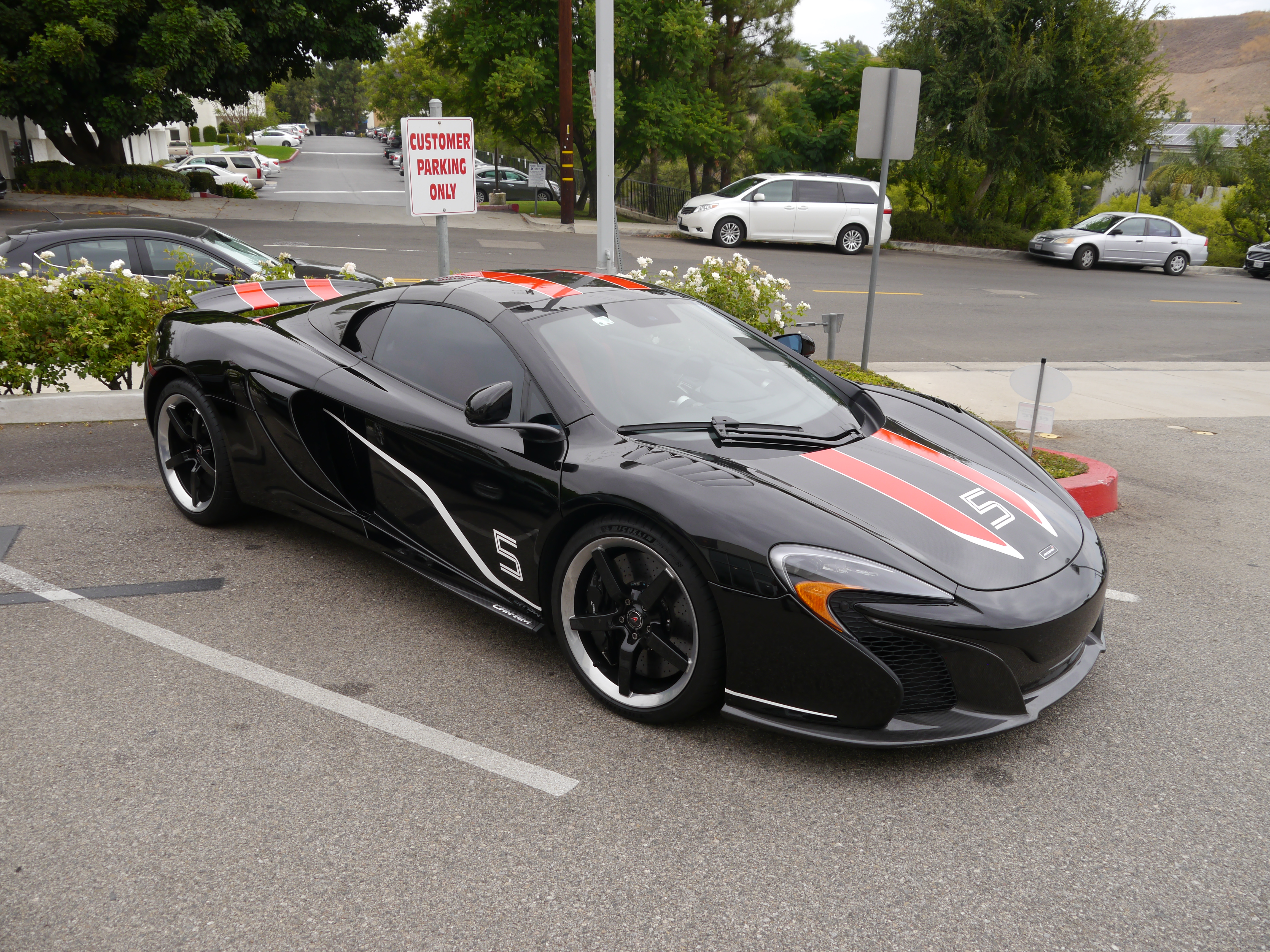
麥拉倫650S Can-Am